# Aeroportul Național Bill and Hillary Clinton
Aeroportul Național Bill and Hillary Clinton (IATA: LIT, ICAO: KLIT, FAA LID: LIT) este un aeroport din Little Rock, Arkansas, Comitatul Pulaski, Arkansas, Arkansas, Statele Unite ale Americii ce deservește zona Little Rock. Aeroportul a fost tranzitat în 2019 de 2.173.480 de pasageri. A fost deschis în 19 iunie 1931 și numit după Bill and Hillary Clinton⁠(d).
Situat la o altitudine de 81 m, aeroportul dispune de 3 piste.

## Infrastructură

### Piste
Aeroportul dispune de 3 piste: 
- pista 04L/22R din beton, cu dimensiunile 8.273 picioare × 150 picioare
- pista 04R/22L din beton, cu dimensiunile 8.251 picioare × 150 picioare
- pista 18/36 din beton, cu dimensiunile 6.224 picioare × 150 picioare